# رايموند فان دريل
رايموند فان دريل (بالهولندية: Raymond van Driel)‏ (28 يوليو 1983 بروتردام في هولندا - ) هو لاعب كرة قدم هولندي في مركز حراسة المرمى. لعب مع أغوف أبيلدورن وفي في في فينلو وفيتيسه آرنهم.